# Kunst im öffentlichen Raum in Hamburg-Billstedt
Diese Liste von Kunst im öffentlichen Raum in Hamburg-Billstedt enthält dauerhaft aufgestellte Kunstwerke auf dem Gebiet des Stadtteils Billstedt der Freien und Hansestadt Hamburg, die sich im öffentlichen Raum befinden und von anerkannten Künstlern und Künstlerinnen geschaffen wurden. Viele dieser Kunstwerke sind durch das Programm Kunst am Bau (und dessen Folgeprogramme) gefördert oder mit öffentlichen Geldern angekauft worden, dies ist aber keine Voraussetzung für die Aufnahme. Ebenso mögen einige dieser Kunstwerke als Kulturdenkmal geschützt sein, aber auch das ist keine Voraussetzung für die Aufnahme in diese Liste.
Bauschmuck ist im Normalfall im Artikel über das Bauwerk darzustellen, und gehört nicht in diese Liste. Streetart kann Aufnahme in die Liste finden, wenn es zu dem konkreten Kunstwerk eine ausführliche Rezeption in der Kunstwissenschaft gibt und ein enzyklopädischer Artikel über die Streetart-Künstler oder -Künstlerin existiert oder vorstellbar wäre. Denkmäler, die an eine Person oder ein Ereignis erinnern, können in die Liste aufgenommen werden, wenn sie ob ihrer zumeist plastischen Gestaltung als Kunstwerk gelten können. Bei reinen Gedenktafeln ist das normalerweise nicht der Fall.
Basis der Zusammenstellung sind Datensätze der Hamburger Kulturbehörde von 2012 und 2018, eine Veröffentlichung der SAGA GWG von 2008, und verschiedene Veröffentlichungen von Kunsthistorikern zum Thema. Eine abschließende Liste von Literatur kann es nicht geben, jedoch ist für jeden Eintrag in die Liste ein konkreter Verweis auf eine amtliche Liste oder anerkannte Sekundärliteratur erforderlich.
Gestohlene oder zerstörte Kunstwerke, die ehemals in Hamburg-Billstedt aufgestellt waren, sind in einer separaten Liste aufgeführt.

## Legende
- Lage: Nennt die nächstgelegene Straße und, wenn vorhanden und sinnvoll, das nächstgelegene Bauwerk (mit Hausnummer) oder das umgebende Gebiet (z. B. einen Park) und gibt nötigenfalls Hinweise zur genauen Lage. Darunter werden - wenn vorhanden - auch die Geo-Koordinaten und das Wikidata-Logo als Verweis auf das Wikidata-Objekt angegeben. Die Spalte ist nach der Adresse sortierbar.
- Künstler/in: Name des Künstlers oder der Künstlerin, die das Kunstwerk geschaffen haben, verlinkt mit dem Wikipedia-Artikel zur Person. Die Spalte ist nach dem Nachnamen sortierbar.
- Beschreibung: Kurzbeschreibung des Werks, immer zuerst: Werktitel (kursiv), dann möglichst Material, Stil, Größe, Dargestelltes, Art der Förderung
- Jahr: Jahr der Fertigstellung des Kunstwerkes, wenn unbekannt dann das Jahr der Aufstellung. Hier kann nur ein einziges Jahr angegeben werden, kein Zeitraum. Weitere zeitliche Details zur Schaffung des Kunstwerkes (von–bis) können in der Beschreibung angegeben werden.
- Quelle: Kulturbehörde, SAGA, Literatur, jeweils mit Fußnote. Diese Angabe ist für eine Aufnahme in die Liste verpflichtend.
- Bild: Bild des Kunstwerks, mit Link auf Commons-Kategorie wenn vorhanden

Hinweis: Die Grundsortierung der Liste erfolgt nach der Adresse. Die Liste ist alternativ nach Künstler, Werktitel, Datierung oder Quelle sortierbar.

## Liste
| Lage | Künstler                                             | Beschreibung | Jahr      | Quelle        | Bild |  |
| --- | ---------------------------------------------------- | --- | --------- | ------------- | --- |  |
| Am Mühlenbach 8 (Lage) | HD Schrader                                          | Zeichen im Raum Abstrakte Edelstahlskulptur, die aus vier miteinander verbundenen Parallelepipeden besteht. Ankauf durch die Neue Heimat Nord, jetzt SAGA. | 1978      | Kulturbehörde | weitere Bilder |  |
| Archenholzstraße 55 Gesamtschule Öjendorf, Grundschule, Foyer Pausenhalle – Schulkantine (Lage)                                  | Theo Ortner                                          | ohne Titel Wandgestaltung, KaB | 1964      | Kulturbehörde | Bild gesucht Die Wikipedia wünscht sich an dieser Stelle ein Bild vom Ort mit diesen Koordinaten 53.54402 10.11938 . Motiv: Archenholzstraße 55 Falls du dabei helfen möchtest, erklärt die Anleitung , wie das geht. BW    |  |
| Billstedter Hauptstraße 18 Grünanlagen hinter der Wohnanlage, erreichbar über Durchgang oder von Am Schiffbeker Berg aus. (Lage) | Gisela Engelin-Hommes                                | Zirkusreiterin Stark abstrahierte Bronzeskulptur einer Reiterin auf einem Pferd. In Hummelsbüttel ist eine von Engelin-Hommes geschaffene Skulptur gleichen Namens und Entstehungsjahres aufgestellt, die figürlicher gestaltet ist.                                                                      | 1978      | Zabel         | weitere Bilder |  |
| Billstedter Hauptstraße 94 Rechts des Eingangs vor dem Gebäude (Lage)                                                            | Karl Schubert                                        | Sitzende Die Steinskulptur zeigt eine sitzende Frau auf einem kleinen Sockel in stark vereinfachter, fast abstrakter Form. Im Gebäude war ehemals das Fernmeldeamt Billstedt untergebracht, später Telekom.                                                                                               | 1962      | Kulturbehörde | weitere Bilder |  |
| Brockhausweg 60/66 Sockel in kleinem Teich westlich des Tauchnitzweg (Lage)                                                      | Kurt Bauer                                           | Mähnenrobbe Steinskulptur einer Mähnenrobbe, Ankauf durch die SAGA. | 1958      | Kulturbehörde | weitere Bilder |  |
| Dannerallee 16 Nördlich des Wohngebäudes (Lage)                                                                                  | Karl August Ohrt                                     | Zwei Reiher Bronzeskulptur zweier Reiher, Ankauf durch SAGA | 1965      | Kulturbehörde | weitere Bilder |  |
| Dietzweg 3 (Lage) | Kurt Bauer                                           | Luchs -Skulptur aus Kunststein, Ankauf im Rahmen des Programms „Kunst am Bau“ durch die SAGA. | 1965      | Kulturbehörde | weitere Bilder |  |
| Dringsheide 76 (Lage) | Pierre Schumann                                      | Zugvögel SAGA | 1972      | Kulturbehörde | weitere Bilder |  |
| Große Holl 2 Skulpturenhof Mümmelmannsberg (Lage)                                                                                | Edgar Augustin                                       | Drei Figuren Die Bronzeskulptur zeigt drei Figuren von etwa einem Meter Höhe, die Rücken an Rücken auf einem Podest stehen. Die Figuren sind einschließlich der Gesichter verhüllt. Ankauf durch Neue Heimat Nord (heute SAGA) für das Projekt Skulpturenhof im „Künstlerviertel“.                        | 1981      | Kulturbehörde | weitere Bilder |  |
| Große Holl 2 Skulpturenhof Mümmelmannsberg (Lage)                                                                                | Holger Benthien                                      | Befreiung Ankauf durch Neue Heimat Nord (heute SAGA) für das Projekt Skulpturenhof im „Künstlerviertel“. | 1981      | Kulturbehörde | weitere Bilder |  |
| Große Holl 2 Skulpturenhof Mümmelmannsberg (Lage)                                                                                | Ingrid Ehmke                                         | Löwe Kunst von in Mümmelmannsberg ansässigen Menschen, Ankauf mit RISE-Mitteln durch Bezirksversammlung und Bezirksamt Hamburg-Mitte sowie Sanierungsbeirat Mümmelmannsberg | 2018      |               | weitere Bilder |  |
| Große Holl 2 Skulpturenhof Mümmelmannsberg (Lage)                                                                                | Nina Mariko Ehmke                                    | Wut im Bauch Zwei Meter hohe Frauenfigur aus Styropor auf einem Stahlgerüst, umkleidet mit bemaltem Glasfasergewebe. Die Gestaltung zitiert die Nana-Figuren von Niki de Saint Phalle. Ankauf durch GWG (heute SAGA) anlässlich des zwanzigjährigen Jubiläums des Skulpturenhofs.                         | 2002      | Kulturbehörde | weitere Bilder |  |
| Große Holl 2 Skulpturenhof Mümmelmannsberg (Lage)                                                                                | Fritz Fleer                                          | Pappas Ankauf durch Neue Heimat Nord (heute SAGA) für das Projekt Skulpturenhof im „Künstlerviertel“. | 1981      | Kulturbehörde | weitere Bilder |  |
| Große Holl 2 Skulpturenhof Mümmelmannsberg (Lage)                                                                                | Hans-Joachim Frielinghaus                            | o.T. (Hand) Bronzeskulptur einer überdimensionalen Hand, die aus der Granitstele emporragt wie aus einem Arm. Ankauf durch Neue Heimat Nord (heute SAGA) für das Projekt Skulpturenhof im „Künstlerviertel“.                                                                                              | 1982      | Kulturbehörde | weitere Bilder |  |
| Große Holl 2 Skulpturenhof Mümmelmannsberg (Lage)                                                                                | Volker Hayn                                          | Vogel Bronzeskulptur eines sitzenden Vogels in reduzierter Form. Ankauf durch Neue Heimat Nord (heute SAGA) für das Projekt Skulpturenhof im „Künstlerviertel“. | 1981      | Kulturbehörde | weitere Bilder |  |
| Große Holl 2 Skulpturenhof Mümmelmannsberg (Lage)                                                                                | Elk Knaake                                           | Wegmarke für Mümmelmannsberg Die Skulptur von 1982 war aus Stein, Eisen und Holz gefertigt, der oberste (Holz)teil fehlt. Ankauf durch Neue Heimat Nord (heute SAGA) für das Projekt Skulpturenhof im „Künstlerviertel“.                                                                                  | 1982      | Kulturbehörde | weitere Bilder |  |
| Große Holl 2 Skulpturenhof Mümmelmannsberg (Lage)                                                                                | Hans Kock                                            | Kugelbaum Ankauf durch Neue Heimat Nord (heute SAGA) für das Projekt Skulpturenhof im „Künstlerviertel“. | 1982      | Kulturbehörde | weitere Bilder |  |
| Große Holl 2 Skulpturenhof Mümmelmannsberg (Lage)                                                                                | Klaus Kütemeier                                      | Portrait Gisela H. Steinskulptur eines Porträtkopfes einer Frau, gefertigt in klassischer figürlicher Bildhauerkunst. Ankauf durch Neue Heimat Nord (heute SAGA) für das Projekt Skulpturenhof im „Künstlerviertel“.                                                                                      | 1971      | Kulturbehörde | weitere Bilder |  |
| Große Holl 2 Skulpturenhof Mümmelmannsberg (Lage)                                                                                | Karl August Ohrt                                     | Drei Bögen Bronzeskulptur dreier bogenförmiger Elemente, die übereinander angeordnet sind. Ankauf durch Neue Heimat Nord (heute SAGA) für das Projekt Skulpturenhof im „Künstlerviertel“. | 1970–1971 | Kulturbehörde | weitere Bilder |  |
| Große Holl 2 Skulpturenhof Mümmelmannsberg (Lage)                                                                                | Thomas Peiter                                        | Offenes Atelier Leere Plattform mit Leiter, die zum Besteigeen einlädt als Beispiel von „Interaktionskunst“. Ankauf durch Neue Heimat Nord (heute SAGA) für das Projekt Skulpturenhof im „Künstlerviertel“.                                                                                               | 1982      | Kulturbehörde | weitere Bilder |  |
| Große Holl 2 Skulpturenhof Mümmelmannsberg (Lage)                                                                                | Maria Pirwitz                                        | Voilà l’homme Bronzeskulptur eines Frauenkopfes in einem grobmaschischen Netz. Ankauf durch Neue Heimat Nord (heute SAGA) für das Projekt Skulpturenhof im „Künstlerviertel“. | 1971      | Kulturbehörde | weitere Bilder |  |
| Große Holl 2 Skulpturenhof Mümmelmannsberg (Lage)                                                                                | Hans Martin Ruwoldt                                  | Sich leckender Gepard Ankauf durch Neue Heimat Nord (heute SAGA) für das Projekt Skulpturenhof im „Künstlerviertel“. | 1965      | Kulturbehörde | weitere Bilder |  |
| Große Holl 2 Skulpturenhof Mümmelmannsberg (Lage)                                                                                | Edwin Scharff                                        | Männer im Boot Bronzeskulptur eines Bootsfragmentes, auf dem zwei Männer stehen. Es handelt sich um ein Zitat bekannten Edwin-Scharff-Skulptur Drei Männer im Boot, die am Westufer der Außenalster steht. Ankauf durch Neue Heimat Nord (heute SAGA) für das Projekt Skulpturenhof im „Künstlerviertel“. | 1952      | Kulturbehörde | weitere Bilder |  |
| Große Holl 2 Skulpturenhof Mümmelmannsberg (Lage)                                                                                | Gustav Seitz                                         | Weibliche Form Die Bronzeskulptur eine weibliche Brust in reduzierter Formensprache. Ankauf durch Neue Heimat Nord (heute SAGA) für das Projekt Skulpturenhof im „Künstlerviertel“. | 1968      | Kulturbehörde | weitere Bilder |  |
| Große Holl 2 Skulpturenhof Mümmelmannsberg (Lage)                                                                                | Manfred Sihle-Wissel                                 | Leuchtturm Ankauf durch Neue Heimat Nord (heute SAGA) für das Projekt Skulpturenhof im „Künstlerviertel“. | 1975      | Kulturbehörde | weitere Bilder |  |
| Große Holl 2 Skulpturenhof Mümmelmannsberg (Lage)                                                                                | Anne Simon                                           | Reisespuren Kunst von in Mümmelmannsberg ansässigen Menschen, Ankauf mit RISE-Mitteln durch Bezirksversammlung und Bezirksamt Hamburg-Mitte sowie Sanierungsbeirat Mümmelmannsberg. | 2018      |               | weitere Bilder |  |
| Große Holl 2 Skulpturenhof Mümmelmannsberg (Lage)                                                                                | Werner Vogel und Bewohnergruppe                      | Bewohner Die Bronzeskulptur soll verschiedene Episoden aus dem Alltag des Stadtteils zeigen. Ankauf durch Neue Heimat Nord (heute SAGA) für das Projekt Skulpturenhof im „Künstlerviertel“. | 1983      | Kulturbehörde | weitere Bilder |  |
| Große Holl 2 Skulpturenhof Mümmelmannsberg (Lage)                                                                                | Werner Vogel                                         | Letztendlich kommt die Kraft von unten Kunst von in Mümmelmannsberg ansässigen Menschen, Ankauf mit RISE-Mitteln durch Bezirksversammlung und Bezirksamt Hamburg-Mitte sowie Sanierungsbeirat Mümmelmannsberg.                                                                                            | 2018      |               | weitere Bilder |  |
| Große Holl 60b (Lage) | Ulrich Olaf Deimel                                   | Ensemble aus Mauer und Feldstein SAGA | 1980      | Kulturbehörde | Bild gesucht Die Wikipedia wünscht sich an dieser Stelle ein Bild vom Ort mit diesen Koordinaten 53.53127 10.15427 . Motiv: Große Holl 60b Falls du dabei helfen möchtest, erklärt die Anleitung , wie das geht. BW         |  |
| Hauskoppelstieg 12 Förderschule Hauskoppelstieg, Schulhof (Lage)                                                                 | Richard Steffen                                      | Ruhende KaB | 1957      | Kulturbehörde | Bild gesucht Die Wikipedia wünscht sich an dieser Stelle ein Bild vom Ort mit diesen Koordinaten 53.54126 10.10354 . Motiv: Hauskoppelstieg 12 Falls du dabei helfen möchtest, erklärt die Anleitung , wie das geht. BW     |  |
| Hauskoppelstieg 12 Förderschule Hauskoppelstieg, Essraum (Lage)                                                                  | Walter Siebelist                                     | ohne Titel (Wandgestaltung) KaB | 1957      | Kulturbehörde | Bild gesucht Die Wikipedia wünscht sich an dieser Stelle ein Bild vom Ort mit diesen Koordinaten 53.54126 10.10354 . Motiv: Hauskoppelstieg 12 Falls du dabei helfen möchtest, erklärt die Anleitung , wie das geht. BW     |  |
| Havighorster Redder Einkaufszentrum Mümmelmannsberg, Mitte des Platzes (Lage)                                                    | Karl August Ohrt                                     | Drei Skulpturen Drei Bronzeskulpturen, Platzanlage mit unterschiedlichen Aufenthaltsbereichen, vermutlich GWG | 1974      | Kulturbehörde | weitere Bilder |  |
| Havighorster Redder Südlicher Zugang zum Einkaufszentrum Mümmelmannsberg (Lage)                                                  | Fritz Fleer                                          | Brunnenanlage Mümmelmannsberg GWG (ex Neue Heimat) | 1980      | Kulturbehörde | weitere Bilder |  |
| Hollkoppelweg 11/13 Innenhof, von Kandinskyallee aus (Lage)                                                                      | Robert Müller-Warnke                                 | Windmühle Leichtmetall | 1977      | Zabel         | weitere Bilder |  |
| Hollkoppelweg 27/29 Grünanlage zwischen den Häusern (Lage)                                                                       | Maria Pirwitz                                        | Knabe mit Hut Bronzeskulptur eines sitzenden Jungen auf einer Betonstele | 1980      | Zabel         | weitere Bilder |  |
| Horner Landstraße 416 Vor dem Eingang an der Straße (Lage)                                                                       | Gisela Engelin-Hommes                                | Schreitendes Paar Bronzeskulptur zweier Figuren – Mann und Frau – die Seite an Seite eng nebeneinander hergehen. Ankauf durch Bauverein der Elbgemeinden. | 1978      | Zabel         | weitere Bilder |  |
| Kaeriusweg 22 Sitzgruppe in Anlage (Lage)                                                                                        | Maria Pirwitz                                        | Sitzende SAGA | 1975      | Kulturbehörde | weitere Bilder |  |
| Kandinskyallee nördl. Zug vor Kita (Lage)                                                                                        | Knud Knabe                                           | Tor der Begegnung Teil von „Drei benutzbare Kunstobjekte“, Zugang unklar, evtl. lokaler Wettbewerb von Bezirk? oder GWG? | 1990      | Kulturbehörde | weitere Bilder |  |
| Kandinskyallee nördlicher Teil der Kandinskyallee auf Höhe der Kita (Lage)                                                       | Knud Knabe                                           | Schwebende Pyramide Teil von „Drei benutzbare Kunstobjekte“, Zugang unklar, evtl. lokaler Wettbewerb von Bezirk? oder GWG? | 1990      | Kulturbehörde | weitere Bilder |  |
| Kandinskyallee nördlicher Teil der Kandinskyallee beim Pavillon (Lage)                                                           | Knud Knabe                                           | Spiegelbrunnen Teil von „Drei benutzbare Kunstobjekte“, Zugang unklar, evtl. lokaler Wettbewerb von Bezirk? oder GWG? | 1990      | Kulturbehörde | weitere Bilder |  |
| Kapellenstraße 19 im Hinterhof des Eckgebäudes zu Oberschleems 21 (Lage)                                                         | Stefan Schwerdtfeger und Diether Heisig              | Allegorische Figur SAGA | 1987      | Kulturbehörde | weitere Bilder |  |
| Kaspar-Siemers Weg 2a in Grünstreifen vor Haus (Lage)                                                                            | Stefan Schwerdtfeger und Diether Heisig              | Allegorische Figur SAGA | 1987      | Kulturbehörde | weitere Bilder |  |
| Legienstraße / Everlingweg Wiese (Lage)                                                                                          | Kurt Bauer                                           | Blumenpflückerin Skulptur einer jungen Frau, die in gehockter Haltung Blumen pflückt. Ankauf durch die SAGA. | 1966      | Kulturbehörde | weitere Bilder |  |
| Manshardtstraße 200 Friedhof Öjendorf, Krematorium, Feierhalle 3 (Lage)                                                          | Karl Goris                                           | Gestaltung der Fenster KaB | 1960      | Kulturbehörde | Bild gesucht Die Wikipedia wünscht sich an dieser Stelle ein Bild vom Ort mit diesen Koordinaten 53.556 10.12787 . Motiv: Manshardtstraße 200 Falls du dabei helfen möchtest, erklärt die Anleitung , wie das geht. BW      |  |
| Manshardtstraße 200 Friedhof Öjendorf, Verwaltungsgebäude, Eingangshalle (Lage)                                                  | Theo Ortner                                          | ohne Titel Das Sgraffito zeigt aufwärtsstrebende vegetative Formen als Symbol für Licht und Dunkel, Leben und Tod. Ankauf im Rahmen von „Kunst am Bau“. | 1964      | Kulturbehörde | weitere Bilder |  |
| Mehrenskamp 28a-e / Steinbeker Hauptstraße neben Treppenaufgang zwischen Bäumen (Lage)                                           | Kurt Bauer                                           | Spielende Bären Steinskulptur zweier Bären, die sich aufrecht gegenübersitzen. Ankauf durch die SAGA. | 1958      | Kulturbehörde | weitere Bilder |  |
| Merkenstraße 4 Am Eingang zum Evangelischen Kindergarten der Jubilate-Kirche (Lage)                                              | Heinz Neumann                                        | Plastik mit Kinderzeichnungen Gewölbte Edelstahlbleche an drei Stäben. Auf den Blechen sind Kinderzeichnungen als Schweißnähte angebracht. | 1969      | Zabel         | weitere Bilder |  |
| Michael-Hering-Weg 2a-c Ecke Gundermannstraße in Grünanlagen (Lage)                                                              | Kurt Bauer                                           | Wisent SAGA | 1964      | Kulturbehörde | weitere Bilder |  |
| Möllner Landstraße 20 Fußgängerzone, Sitzinsel (Lage)                                                                            | Klaus Kütemeier                                      | Pilzform mit zeichenähnlichen Figuren KaB | 1978      | Kulturbehörde | |  |
| Möllner Landstraße 34 Fußgängerzone (Lage)                                                                                       | Gerhard Brandes                                      | Lebensbaum Auftrag Gemeinnützige Baugenossenschaft Bergedorf-Bille | 1985      | Kulturbehörde | weitere Bilder |  |
| Möllner Landstraße 44 Fußgängerzone, vor Polizeidirektion Süd (PK 42) (Lage)                                                     | Edgar Augustin                                       | Säule mit Figurengruppe KaB | 1980      | Kulturbehörde | weitere Bilder |  |
| Möllner Landstraße 44 vor Polizeidirektion Süd (PK 42) (Lage)                                                                    | Fritz Fleer                                          | Großer Stehender KaB, U-Bahnhof | 1966      | Kulturbehörde | weitere Bilder |  |
| Möllner Landstraße / Steinbeker Marktstraße Einkaufszentrum (Lage)                                                               | Barbara Haeger                                       | Zwei Sphinxe SAGA | 1964      | Kulturbehörde | |  |
| Möllner Landstraße 1 / Billstedter Hauptstraße am Eingang Billstedt Center (Lage)                                                | Gerhard Brandes                                      | Und ewig schleppt die Frau Zugang unklar, Bezirksankauf? | 1991      | Kulturbehörde | weitere Bilder |  |
| Mümmelmannsberg U-Bahnhof Mümmelmannsberg, an Gleisen und Eingängen (Lage)                                                       | Karin Palluch                                        | Mümmelmänner vermutlich Direkterwerb HVV | 1992?     | Kulturbehörde | Bild gesucht Die Wikipedia wünscht sich an dieser Stelle ein Bild vom Ort mit diesen Koordinaten 53.52762 10.14972 . Motiv: Mümmelmannsberg Falls du dabei helfen möchtest, erklärt die Anleitung , wie das geht. BW        |  |
| Oberschleems 9 Schule Möllner Landstraße, Pausenhalle (Lage)                                                                     | Hans Hermann Steffens                                | Spielplatz mit Formen KaB | 1967      | Kulturbehörde | Bild gesucht Die Wikipedia wünscht sich an dieser Stelle ein Bild vom Ort mit diesen Koordinaten 53.53733 10.11996 . Motiv: Oberschleems 9 Falls du dabei helfen möchtest, erklärt die Anleitung , wie das geht. BW         |  |
| Rahewinkel 17/37 Grünanlage östlich der Wohnhäuser (Lage)                                                                        | Johannes Ufer                                        | Farbige Plastiken Drei abstrakte Skulpturen aus Kunststoff, mit auffälligen Farben gestaltet. | 1977      | Zabel         | weitere Bilder |  |
| Rahewinkel 28/32 Vor den Wohnhäusern (Lage)                                                                                      | Bruno Rossi                                          | Geburt der Temperamente Stein | 1982      | Zabel         | weitere Bilder |  |
| Rodeweg 4/6 Grünanlagen zwischen den beiden Wohnhochhäusern (Lage)                                                               | Gisela Engelin-Hommes                                | Faun und Mädchen Figurengruppe aus Bronze, die einen Faun und ein Mädchen zeigt, Rücken an Rücken sitzend. Der Faun spielt seine Hirtenflöte, während das Mädchen in eine Muschelschale lauscht. | 1970      | Zabel         | weitere Bilder |  |
| Sonnenland 15 vor Neubau Kursana Pflegeheim (Lage)                                                                               | Ursula Querner                                       | Gruppe der fünf Sitzenden Bronze-Skulpturengruppe von fünf Personen auf einer Bank. Ankauf durch SAGA, dann verkauft. | 1964–1967 | Kulturbehörde | weitere Bilder |  |
| Sonnenland 27 Schule an der Glinder Au, vor Eingang (Lage)                                                                       | Maria Pirwitz                                        | Große Sonnenstele KaB | 1967      | Kulturbehörde | weitere Bilder |  |
| Spliedtring 46 Mütterberatung (Lage)                                                                                             | Peter Stegmann                                       | Spielende Kinder KaB | 1970      | Kulturbehörde | weitere Bilder |  |
| Steinadlerweg 26 Schule Steinadlerweg (Lage)                                                                                     | Kurt Bauer                                           | Zwei Flamingos KaB. Die Flamingos wurden 2014 gestohlen, nur eine der beiden Figuren wurden beim Schrotthändler sichergestellt. | 1960      | Kulturbehörde | Bild gesucht Die Wikipedia wünscht sich an dieser Stelle ein Bild vom Ort mit diesen Koordinaten 53.55163 10.10615 . Motiv: Steinadlerweg 26 Falls du dabei helfen möchtest, erklärt die Anleitung , wie das geht. BW       |  |
| Steinadlerweg 26 Schule Steinadlerweg, Eingang Nordflügel (Lage)                                                                 | Otto Thämer                                          | Märchenmotive KaB, nicht in KB-Listen | 1952      | Kulturbehörde | Bild gesucht Die Wikipedia wünscht sich an dieser Stelle ein Bild vom Ort mit diesen Koordinaten 53.55197501 10.10706724 . Motiv: Steinadlerweg 26 Falls du dabei helfen möchtest, erklärt die Anleitung , wie das geht. BW |  |
| Steinadlerweg 26 Schule Steinadlerweg, Gartenbereich (Lage)                                                                      | Karl Opfermann                                       | Pinguinengruppe (Vogeltränke) KaB | 1950      | Kulturbehörde | Bild gesucht Die Wikipedia wünscht sich an dieser Stelle ein Bild vom Ort mit diesen Koordinaten 53.55163 10.10615 . Motiv: Steinadlerweg 26 Falls du dabei helfen möchtest, erklärt die Anleitung , wie das geht. BW       |  |
| Steinadlerweg 26 Schule Steinadlerweg, Giebel über Dach (Lage)                                                                   | Eduard Hopf                                          | Sonnenuhr mit Tieren KaB | 1958      | Kulturbehörde | weitere Bilder |  |
| Steinadlerweg 26 Schule Steinadlerweg, Pausenhalle (Lage)                                                                        | Claus Wallner                                        | Urwald mit Tieren KaB | 1958–1959 | Kulturbehörde | Bild gesucht Die Wikipedia wünscht sich an dieser Stelle ein Bild vom Ort mit diesen Koordinaten 53.552177 10.107244 . Motiv: Steinadlerweg 26 Falls du dabei helfen möchtest, erklärt die Anleitung , wie das geht. BW     |  |
| Sturmvogelweg 17 Rasenfläche vor Mehrfamilienhaus (Lage)                                                                         | Manfred Sihle-Wissel                                 | Kraniche Bronzeskulptur zweier Kraniche, die sich mit ausgebreiteten Flügeln gegenüberstehen. | 1971      | Zabel S. 30   | weitere Bilder |  |
| Öjendorfer Weg 9 Kundenzentrum Ortsamt Billstedt, Foyer (Lage)                                                                   | Ingrid Ehmke und Frauenmalgruppe WIR Mümmelmannsberg | Billstedt-Bild im Stil von Friedensreich Hundertwasser Bezirksauftrag aus Anlass Neueröffnung Kundenzentrum 2004 | 2006      | Kulturbehörde | weitere Bilder |  |
| Öjendorfer Weg 9 Kundenzentrum Ortsamt Billstedt, Südfassade Sitzungssaalgebäude (Lage)                                          | Günther Fiedler                                      | Wandgestaltung KaB | 1960      | Kulturbehörde | Bild gesucht Die Wikipedia wünscht sich an dieser Stelle ein Bild vom Ort mit diesen Koordinaten 53.54044 10.10692 . Motiv: Öjendorfer Weg 9 Falls du dabei helfen möchtest, erklärt die Anleitung , wie das geht. BW       |  |
| Öjendorfer Weg 9 Kundenzentrum Ortsamt Billstedt, jetzt Büroräume der ARGE (Lage)                                                | Richard Steffen                                      | Tauben KaB, damals noch Trauzimmer | 1956      | Kulturbehörde | Bild gesucht Die Wikipedia wünscht sich an dieser Stelle ein Bild vom Ort mit diesen Koordinaten 53.54044 10.10692 . Motiv: Öjendorfer Weg 9 Falls du dabei helfen möchtest, erklärt die Anleitung , wie das geht. BW       |  |